# Farag Foda
Faraj Fawda (1946-8 de junio de 1992) (فرج فوده) fue un periodista y escritor egipcio asesinado.

## El crimen

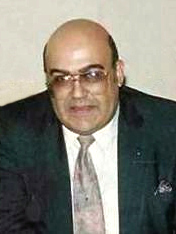
Farag Foda

En los años 80, adquirió notoriedad al pronunciarse contra la islamización de las sociedades musulmanas. En sus libros y artículos periodísticos criticaba a los islamistas, ponía en entredicho la versión oficial de la historia del islam y defendía el laicismo y la democracia liberal.
El 3 de junio de 1992 un consejo de ulemas de la Universidad de al-Azhar emitió un comunicado en el que el Foda era acusado de blasfemia. Cinco días más tarde, dos miembros del grupo terrorista al-Yama'a al-Islamiyya entraron en la oficina de Foda y lo mataron a tiros. 
Ma'mun al-Hudhaybi, entonces líder de la organización de los Hermanos Musulmanes, fue uno de los primeros en celebrar el crimen. Muhammad al-Ghazali, ulema de al-Azhar y antiguo Hermano Musulmán, declaró en el juicio de los asesinos que si el Estado egipcio no castiga a los apóstatas, alguien tiene que hacerlo. El consejo de ulemas de al-Azhar publicó ¿Quién mató a Farag Foda? Su conclusión era que la víctima había provocado su propia muerte.